# Matyáš Vágner
Matyáš Vágner (* 5. února 2003 Praha) je český profesionální fotbalový brankář, který chytá za český klub FC Hradec Králové a za český národní tým do 21 let.

## Klubová kariéra

### Slavia Praha
Ve věku třinácti let (2016) přešel z pražského klubu FC Tempo Praha do mládeže pražské Slavie. Postupně se dostal do kádru A-týmu. Během letní přípravy v roce 2020 odehrál první utkání, když se na jeden poločas dostal do branky.
Během sezóny 2020/21, když mu bylo osmnáct let, absolvoval za Slavii i první soutěžní utkání. V odvetě osmifinálového zápasu Evropské ligy UEFA se skotským Rangers FC, hraném 18. března 2021 na stadionu Ibrox Stadium v Glasgow, zůstal po faulu Kemara Roofa zraněn slávistický brankář Ondřej Kolář. V zápase nemohl dále pokračovat, a proto jej vystřídal Vágner. Při své premiéře nedostal branku a Slavia porazila soupeře v poměru 2:0. V české nejvyšší soutěži prvně nastoupil tři dny po pohárovém utkání, a sice 21. března 2021 v domácím zápase proti Opavě (4:0). Ve druhém zápase, jenž hrál 4. dubna 2021 proti Brnu (0:0), mu za zákrok na Jana Hladíka, kterému mimo pokutové území zmařil zjevnou brankovou příležitost, rozhodčí udělil červenou kartu. V sezoně se už do branky nevrátil; odchytal dohromady 3 soutěžní utkání, v nichž neinkasoval jedinou branku.

### Vlašim
V létě 2021 odešel na hostování do druholigové Vlašimi. V týmu se ihned stal brankářskou jedničkou trenéra Martina Hyského. V sezoně 2021/22 odchytal 23 soutěžních utkání a pomohl týmu ke konečné druhé příčce a k postupu do play-off. V něm narazila Vlašim na prvoligové Teplice a po výsledcích 0:3 a 2:2 nepostoupila do nejvyšší soutěže.
Vágner strávil ve Vlašimi i následující dvě sezony 2022/23 a 2023/24. V druholigovém klubu byl neotřesitelnou brankářskou jedničkou a pomohl klubu ke konečné 11. a 7. příčce. Dohromady odchytal v dresu Vlašimi 79 soutěžních utkání a udržel 16 čistých kont.

### Hradec Králové
V létě 2024 přestoupil Vágner z pražské Slavie do prvoligového Hradce Králové.

## Reprezentační kariéra
Vágner od roku 2018 chytá za české mládežnické reprezentace.

## Osobní život
Jeho mladší bratr Jan hraje k roku 2021 lední hokej za dorostenecký výběr Slavie Praha.